# 天主教伊皮亞萊斯教區
天主教伊皮亞萊斯教區（拉丁語：Dioecesis Ipialensis）是哥倫比亞一個羅馬天主教教區，屬波帕揚總教區。
教區成立於1964年9月23日，位於納里尼奧省東南部，包括廿七市。2006年有教友497,000人（佔轄區總人口91.0%）、四十三個堂區、八十九名司鐸。現任教區主教為阿圖羅·德赫蘇斯·科雷亞·托羅。